# Crown of Creation (groupe)
Crown of Creation est un groupe de synthpop allemand, originaire de Hanovre. Le groupe développe son style musical propre : de la musique pop clairement influencée trance et musique classique.

## Biographie

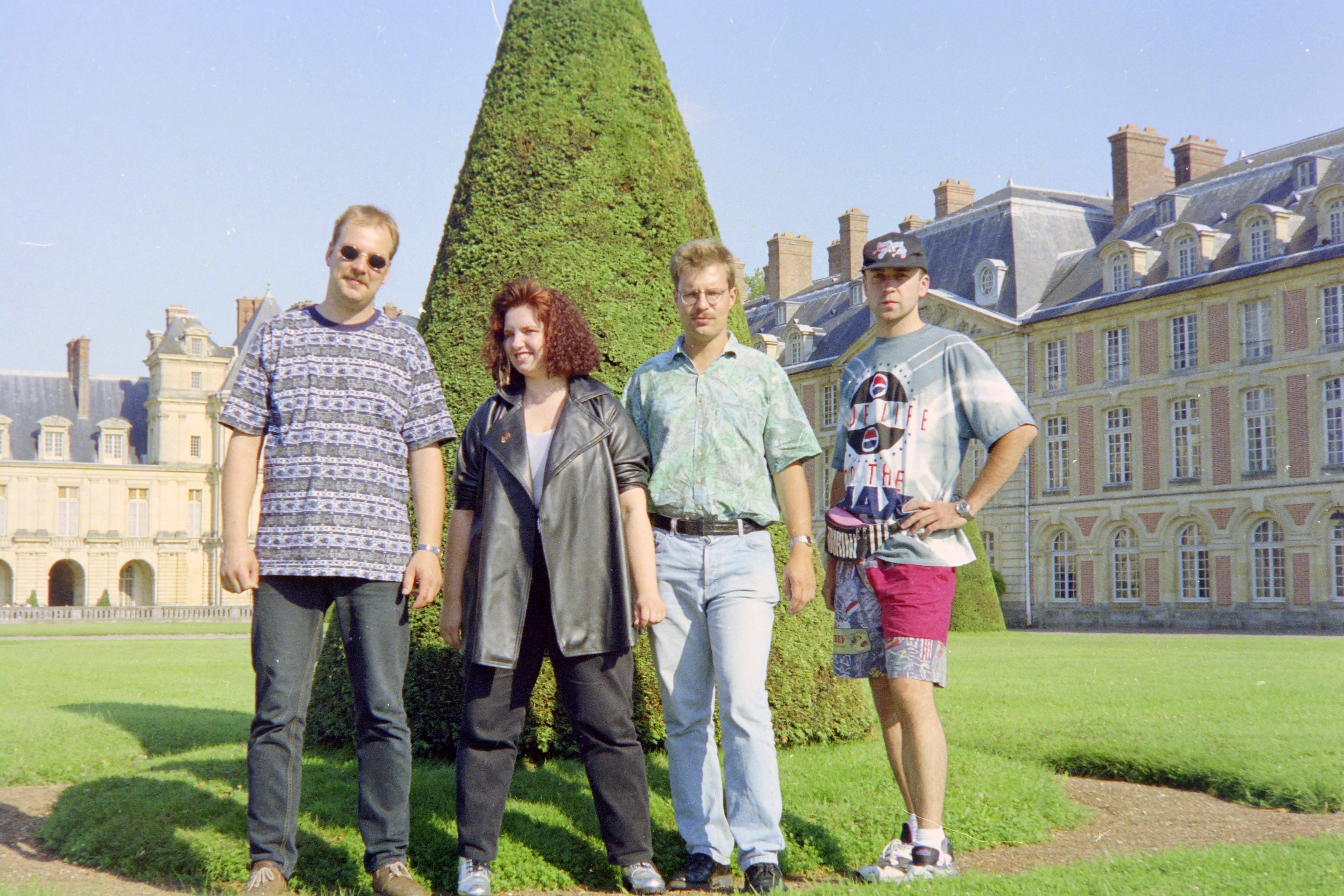
Crown of Creation, le 9 août 1995 devant le château de Fontainebleau (de gauche à droite: Oppi, Nicki, Thomas et Adrian).

Crown of Creation est formé en 1985. Son nom s'inspire de l’album Crown of Creation de Jefferson Airplane. Le groupe commence à Großmoor (municipalité d’Adelheidsdorf) en Basse-Saxe et se délocalise à Hanovre en 1987. Après de nombreux changements de formation et de nombreux enregistrements, le groupe entre en studio avec Rick J. Jordan (Scooter) en 1993 aux côtés de Nicole Sukar, et ramasse, avec le soutien du réalisateur artistique Herman Frank (Accept), le premier album Real Life. À la suite de la publication (1994) était le guitariste du groupe Olaf Oppermann. En 1994 et 1995, le groupe effectue sa tournée en Seine-et-Marne, en France. En 1998, le groupe se sépare. 
Après onze ans d'absence, Crown of Creation se retrouve ensemble à nouveau en 2009, avec la nouvelle chanteuse Anne Crönert. En 2010, le CD maxi Darkness in Your Life est produit et développé en collaboration avec le Dance Factory de Lachendorf une production vidéo.
Pour Noël 2010, le groupe publie dans sa ville natale de Hanovre, la chanson At Christmas Time. Les enfants de la chorale de l’école primaire de Adelheidsdorf chante avec le groupe, en août 2011 dans un studio à Hanovre, le refrain de Child’s Eyes et trois passages en langue allemande. En 2012, Crown of Creation contribue une nouvelle chanson inédite à la compilation de charité Made in Ce(lle) en faveur des hospices, et travaille même à la production et la commercialisation du sampler.
En 2013, le CD maxi With the Rhythm in My Mind est publié. À cette occasion, l'entreprise de production vidéo emovion produit la vidéo pour le morceau principal et Child’s Eyes.
En 2015, le groupe sort son premier best of, Best of Crown of Creation : 30 Jahre Bandgeschichte 1985–2015. Le double CD (presque deux heures et demie d'écoute) comporte des productions de CD originales telles que leur premier album, Real Life, de nombreux enregistrements de démonstration qui sont produits de 1985 à 1993 aux studios d’enregistrement à domicile, des remixes, un enregistrement live et deux titres inédits de la période des Matzingers avec Matthias Blazek et le claviériste Rick J. Jordan, plus tard membre principal du groupe Scooter : Friedhofsballade et Neandertalmann.
En avril 2024, Crown of Creation sort son troisième CD maxi intitulé Everlasting Love et contenant deux titres en six versions : cinq chansons et une chanson instrumental. Les chansons sont chantées par Lara-Malin Blazek.

## Membres

### Membres actuels
- Matze / Matthias Blazek - synthétiseur
- Thomas / Thomas Czacharowski - synthétiseur

### Anciens membres
- Michaela Rutsch - chant (1986)
- Bobby / Anja Wieneke - chant (jusqu’en 1987)
- Sabine Mertens - chant (1987–1988 et 1990)
- Mussi / Mustafa Akkuzu - guitare (1987–1988)
- Frank Pokrandt - chant (1988)
- Claudia Rohde - chant (1988–1989)
- Andreas Harms - guitare (1988–1989)
- Thomas Richter - basse (1988–1989)
- Dirk Schmalz - guitare (1989)
- Angela Thies - chant (1990)
- Martin Zwiener - synthétiseur (1992)
- Nicole Sukar - chant (1992–1994)
- Nicole Knauer - chant (1993–1998)
- Olaf Oppermann - guitare (1994–2010)
- Anne Crönert - chant (2009–2013)
- Adrian Lesch - synthétiseur (1994–2015)

## Discographie
- 1994 : Real Life (ContraPunkt)
- 1998 : Crown of Creation meets Friends (auto-édition)
- 2001 : Paulinchen (avec Memory)
- 2003 : Berenstark 10 (avec When Time is lost)
- 2004 : Berenstark 11 (avec Friends)
- 2010 : Abstürzende Brieftauben – TANZEN (avec When Time is lost)
- 2010 : Darkness in Your Life (EP)
- 2011 : W.I.R. präsentiert: Celle’s Greatest (avec Regrets)
- 2012 : Celle’s Integrationsprojekt präsentiert: Made in Ce (avec Run away et l’inédit Vampires in the Moonlight)
- 2013 : With the Rhythm in my Mind (CD maxi)
- 2015 : Best of Crown of Creation – 30 Jahre Bandgeschichte 1985–2015
- 2019 : Tebe pojem (CD maxi)
- 2024 : Everlasting Love (CD maxi)